# Guilded
 (juin 2024).
La mise en forme du texte ne suit pas les recommandations de Wikipédia : il faut le « wikifier ».
Les points d'amélioration suivants sont les cas les plus fréquents. Le détail des points à revoir est peut-être précisé sur la page de discussion.
- Les titres sont pré-formatés par le logiciel. Ils ne sont ni en capitales, ni en gras.
- Le texte ne doit pas être écrit en capitales (les noms de famille non plus), ni en gras, ni en italique, ni en « petit »…
- Le gras n'est utilisé que pour surligner le titre de l'article dans l'introduction, une seule fois.
- L'italique est rarement utilisé : mots en langue étrangère, titres d'œuvres, noms de bateaux, etc.
- Les citations ne sont pas en italique mais en corps de texte normal. Elles sont entourées par des guillemets français : « et ».
- Les listes à puces sont à éviter, des paragraphes rédigés étant largement préférés. Les tableaux sont à réserver à la présentation de données structurées (résultats, etc.).
- Les appels de note de bas de page (petits chiffres en exposant, introduits par l'outil «  Source ») sont à placer entre la fin de phrase et le point final[comme ça].
- Les liens internes (vers d'autres articles de Wikipédia) sont à choisir avec parcimonie. Créez des liens vers des articles approfondissant le sujet. Les termes génériques sans rapport avec le sujet sont à éviter, ainsi que les répétitions de liens vers un même terme.
- Les liens externes sont à placer uniquement dans une section « Liens externes », à la fin de l'article. Ces liens sont à choisir avec parcimonie suivant les règles définies. Si un lien sert de source à l'article, son insertion dans le texte est à faire par les notes de bas de page.
- La présentation des références doit suivre les conventions bibliographiques. Il est recommandé d'utiliser les modèles {{Ouvrage}}, {{Chapitre}}, {{Article}}, {{Lien web}} et/ou {{Bibliographie}}. Le mode d'édition visuel peut mettre en forme automatiquement les références.
- Insérer une infobox (cadre d'informations à droite) n'est pas obligatoire pour parachever la mise en page.

Pour une aide détaillée, merci de consulter Aide:Wikification.
Si vous pensez que ces points ont été résolus, vous pouvez retirer ce bandeau et améliorer la mise en forme d'un autre article.
 (juin 2024).
Guilded est une plateforme de VoIP, de messagerie instantanée et de distribution numérique conçue par Guilded Inc. et détenue par Roblox Corporation. Guilded est basé à San Francisco. Les utilisateurs communiquent avec des appels vocaux, des appels vidéo, des messages texte, des médias et des fichiers dans des discussions privées ou au sein de communautés appelées « guildes ». Guilded a été fondée par Eli Brown, un ancien employé de Facebook et Xbox. Guilded fonctionne sur Windows, Linux, macOS, Android et iOS.
Guilded est un concurrent de Discord et se concentre principalement sur les communautés de jeux vidéo, telles que celles axées sur les jeux compétitifs et l'esport,. Il propose des fonctionnalités destinées aux clans de jeux vidéo, comme des outils de planification et des calendriers intégrés,. Guilded est développé par Guilded, Inc., qui est un groupe de produits initialement annoncé comme indépendant de Roblox Corporation depuis le 16 août 2021,.

## Controverses
Le 31 mai 2024, Guilded a annoncé que tous les comptes actuels et futurs devront être liés à un compte Roblox afin de continuer à utiliser leur plateforme. Ce changement a suscité des réactions négatives de la communauté, allant de vives critiques jusqu'au départ d'utilisateurs, de communautés et de développeurs de bots de l'application ; Certains utilisateurs évoquant le fait que Roblox, au moment de l'achat de Guilded en août 2021, avait annoncé que la plate-forme resterait un produit indépendant,,.